# Lista över fornlämningar i Torsby kommun
Lista över fornlämningar i Torsby kommun är en förteckning av ett urval av de fornlämningar som finns i Torsby kommun.

## Dalby
| Namn                           | Lämningstyp                      | Tillkomsttid | Historisk indelning | Plats | Läge                 | ID-nr          | Bild                                 |
| ------------------------------ | -------------------------------- | ------------ | ------------------- | ----- | -------------------- | -------------- | ------------------------------------ |
| Dalby 84:1                     | Kyrka/kapell                     |              | Dalby, Värmland     |       | 60.615880, 13.036694 | 10212700840001 | Ladda upp en bild av detta fornminne |
| Dalby 84:2                     | Begravningsplats                 |              | Dalby, Värmland     |       | 60.615931, 13.036839 | 10212700840002 | Ladda upp en bild av detta fornminne |
| Mörbackasätern (Dalby 201:1)   | Fäbod                            |              | Dalby, Värmland     |       | 60.549769, 13.235621 | 10212702010001 | Ladda upp en bild av detta fornminne |
| Möresätern (Dalby 216:1)       | Fäbod                            |              | Dalby, Värmland     |       | 60.644356, 13.168342 | 10212702160001 | Ladda upp en bild av detta fornminne |
| Rot-Nilssätern (Dalby 218:1)   | Fäbod                            |              | Dalby, Värmland     |       | 60.640088, 13.169812 | 10212702180001 | Ladda upp en bild av detta fornminne |
| Asplundssätern (Dalby 238:1)   | Fäbod                            |              | Dalby, Värmland     |       | 60.618667, 13.139994 | 10212702380001 | Ladda upp en bild av detta fornminne |
| Tronshallsätern (Dalby 307:1)  | Fäbod                            |              | Dalby, Värmland     |       | 60.745110, 13.004094 | 10212703070001 | Ladda upp en bild av detta fornminne |
| Hedtjärnssätern (Dalby 320:1)  | Fäbod                            |              | Dalby, Värmland     |       | 60.715730, 12.946968 | 10212703200001 | Ladda upp en bild av detta fornminne |
| Långahallasätern (Dalby 540:1) | Fäbod                            |              | Dalby, Värmland     |       | 60.674933, 13.047568 | 10212705400001 | Ladda upp en bild av detta fornminne |
| Åsen (Dalby 547:1)             | Fäbod                            |              | Dalby, Värmland     |       | 60.689909, 12.985771 | 10212705470001 | Ladda upp en bild av detta fornminne |
| Örsjöbergssätern (Dalby 548:1) | Fäbod                            |              | Dalby, Värmland     |       | 60.740273, 13.068873 | 10212705480001 | Ladda upp en bild av detta fornminne |
| Nol-Persbyhallen (Dalby 710:1) | Fäbod                            |              | Dalby, Värmland     |       | 60.716449, 13.017732 | 10212707100001 | Ladda upp en bild av detta fornminne |
| Ransby skans (Dalby 751:1)     | Fästning/skans                   |              | Dalby, Värmland     |       | 60.681505, 12.933066 | 10212707510001 | Ladda upp en bild av detta fornminne |
| Nohlensätern (Dalby 865:1)     | Fäbod                            |              | Dalby, Värmland     |       | 60.657255, 13.220844 | 10212708650001 | Ladda upp en bild av detta fornminne |
| Dalby 1095:1                   | Ristning, medeltid/historisk tid |              | Dalby, Värmland     |       | 60.571552, 12.961989 | 10212710950001 | Ladda upp en bild av detta fornminne |
| Dalby 1096:1                   | Ristning, medeltid/historisk tid |              | Dalby, Värmland     |       | 60.617716, 12.946419 | 10212710960001 | Ladda upp en bild av detta fornminne |
| Acksten (Dalby 1206)           | Ristning, medeltid/historisk tid |              | Dalby, Värmland     |       | 60.531743, 13.030811 | 12000000075542 | Ladda upp en bild av detta fornminne |
| Björslistenen (Dalby 1207)     | Ristning, medeltid/historisk tid |              | Dalby, Värmland     |       | 60.531107, 12.989267 | 12000000075543 | Ladda upp en bild av detta fornminne |
| Messmersten (Dalby 1208)       | Ristning, medeltid/historisk tid |              | Dalby, Värmland     |       | 60.538998, 13.066542 | 12000000075544 | Ladda upp en bild av detta fornminne |
| Dalby 1277                     | Ristning, medeltid/historisk tid |              | Dalby, Värmland     |       | 60.571146, 13.153938 | 12000000121320 | Ladda upp en bild av detta fornminne |
| Dalby 1311                     | Ristning, medeltid/historisk tid |              | Dalby, Värmland     |       | 60.576251, 13.184087 | 12000000121615 | Ladda upp en bild av detta fornminne |

## Fryksände
| Namn                             | Lämningstyp                      | Tillkomsttid | Historisk indelning | Plats | Läge                 | ID-nr          | Bild                                 |
| -------------------------------- | -------------------------------- | ------------ | ------------------- | ----- | -------------------- | -------------- | ------------------------------------ |
| Fryksände 1:1                    | Gravfält                         |              | Fryksände, Värmland |       | 60.120649, 13.040714 | 10213600010001 | Ladda upp en bild av detta fornminne |
| Fryksände 2:1                    | Röse                             |              | Fryksände, Värmland |       | 60.123266, 13.037757 | 10213600020001 | Ladda upp en bild av detta fornminne |
| Fryksände 2:2                    | Röse                             |              | Fryksände, Värmland |       | 60.123263, 13.038046 | 10213600020002 | Ladda upp en bild av detta fornminne |
| Fryksände 3:1                    | Gravfält                         |              | Fryksände, Värmland |       | 60.119338, 13.042203 | 10213600030001 | Ladda upp en bild av detta fornminne |
| Fryksände 4:1                    | Röse                             |              | Fryksände, Värmland |       | 60.131606, 13.023535 | 10213600040001 | Ladda upp en bild av detta fornminne |
| Fryksände 15:1                   | Röse                             |              | Fryksände, Värmland |       | 60.085079, 13.065275 | 10213600150001 | Ladda upp en bild av detta fornminne |
| Fryksände 26:1                   | Röse                             |              | Fryksände, Värmland |       | 60.073675, 13.076328 | 10213600260001 | Ladda upp en bild av detta fornminne |
| Bada nedre bruk (Fryksände 27:2) | Kvarn                            |              | Fryksände, Värmland |       | 60.068766, 13.082120 | 10213600270002 | Ladda upp en bild av detta fornminne |
| Fryksände 28:1                   | Röse                             |              | Fryksände, Värmland |       | 60.062176, 13.085596 | 10213600280001 | Ladda upp en bild av detta fornminne |
| Fryksände 28:2                   | Röse                             |              | Fryksände, Värmland |       | 60.062459, 13.085184 | 10213600280002 | Ladda upp en bild av detta fornminne |
| Fryksände 29:1                   | Röse                             |              | Fryksände, Värmland |       | 60.061677, 13.086282 | 10213600290001 | Ladda upp en bild av detta fornminne |
| Fryksände 30:1                   | Röse                             |              | Fryksände, Värmland |       | 60.059813, 13.088557 | 10213600300001 | Ladda upp en bild av detta fornminne |
| Fryksände 30:2                   | Röse                             |              | Fryksände, Värmland |       | 60.059914, 13.087986 | 10213600300002 | Ladda upp en bild av detta fornminne |
| Fryksände 33:1                   | Minnesmärke                      |              | Fryksände, Värmland |       | 60.141238, 12.946185 | 10213600330001 | Ladda upp en bild av detta fornminne |
| Fryksände 112:1                  | Röse                             |              | Fryksände, Värmland |       | 60.116608, 13.033020 | 10213601120001 | Ladda upp en bild av detta fornminne |
| Fryksände 212:1                  | Röse                             |              | Fryksände, Värmland |       | 60.072906, 13.077099 | 10213602120001 | Ladda upp en bild av detta fornminne |
| Fryksände 226:1                  | Kvarn                            |              | Fryksände, Värmland |       | 60.082441, 13.101550 | 10213602260001 | Ladda upp en bild av detta fornminne |
| Fallängen (Fryksände 303:1)      | Lägenhetsbebyggelse              |              | Fryksände, Värmland |       | 60.090607, 13.118776 | 10213603030001 | Ladda upp en bild av detta fornminne |
| Fryksände 341                    | Fäbod                            |              | Fryksände, Värmland |       | 60.250891, 12.941974 | 12000000010324 | Ladda upp en bild av detta fornminne |
| Fryksände 348                    | Ristning, medeltid/historisk tid |              | Fryksände, Värmland |       | 60.235980, 13.064679 | 12000000010332 | Ladda upp en bild av detta fornminne |
| Fryksände 361                    | Fäbod                            |              | Fryksände, Värmland |       | 60.173848, 12.794315 | 12000000010409 | Ladda upp en bild av detta fornminne |
| Fryksände 366                    | Stensättning                     |              | Fryksände, Värmland |       | 60.130773, 13.021269 | 12000000010792 | Ladda upp en bild av detta fornminne |
| Fryksände 367                    | Stensättning                     |              | Fryksände, Värmland |       | 60.131435, 13.023266 | 12000000010793 | Ladda upp en bild av detta fornminne |
| Fryksände 375                    | Husgrund, historisk tid          |              | Fryksände, Värmland |       | 60.146302, 12.991588 | 12000000066018 | Ladda upp en bild av detta fornminne |
| Fryksände 376                    | Ristning, medeltid/historisk tid |              | Fryksände, Värmland |       | 60.146290, 12.991859 | 12000000066019 | Ladda upp en bild av detta fornminne |

## Lekvattnet
| Namn                       | Lämningstyp                      | Tillkomsttid | Historisk indelning  | Plats | Läge                 | ID-nr          | Bild                                 |
| -------------------------- | -------------------------------- | ------------ | -------------------- | ----- | -------------------- | -------------- | ------------------------------------ |
| Ritaberg (Lekvattnet 84:1) | Lägenhetsbebyggelse              |              | Lekvattnet, Värmland |       | 60.150622, 12.540969 | 10215800840001 | Ladda upp en bild av detta fornminne |
| Lekvattnet 104:1           | Fästning/skans                   |              | Lekvattnet, Värmland |       | 60.103706, 12.762110 | 10215801040001 | Ladda upp en bild av detta fornminne |
| Lekvattnet 219             | Ristning, medeltid/historisk tid |              | Lekvattnet, Värmland |       | 60.220208, 12.654817 | 12000000010416 | Ladda upp en bild av detta fornminne |
| Gräsmark 183:1             | Kvarn                            |              | Lekvattnet, Värmland |       | 60.104581, 12.720872 | 10214201830001 | Ladda upp en bild av detta fornminne |

## Norra Ny
| Namn                                  | Lämningstyp                      | Tillkomsttid | Historisk indelning | Plats | Läge                 | ID-nr          | Bild                                 |
| ------------------------------------- | -------------------------------- | ------------ | ------------------- | ----- | -------------------- | -------------- | ------------------------------------ |
| Norra Ny 8:1                          | Begravningsplats                 |              | Norra Ny, Värmland  |       | 60.389024, 13.283878 | 10217000080001 | Ladda upp en bild av detta fornminne |
| Norra Ny 8:2                          | Kyrka/kapell                     |              | Norra Ny, Värmland  |       | 60.389181, 13.283966 | 10217000080002 | Ladda upp en bild av detta fornminne |
| Täljsten (Norra Ny 203:1)             | Ristning, medeltid/historisk tid |              | Norra Ny, Värmland  |       | 60.322011, 13.356988 | 10217002030001 | Ladda upp en bild av detta fornminne |
| Norra Ny 205:1                        | Ristning, medeltid/historisk tid |              | Norra Ny, Värmland  |       | 60.280265, 13.253164 | 10217002050001 | Ladda upp en bild av detta fornminne |
| Svartåsen (Norra Ny 281:1)            | Fäbod                            |              | Norra Ny, Värmland  |       | 60.421553, 13.318503 | 10217002810001 | Ladda upp en bild av detta fornminne |
| Norra Ny 422:1                        | Ristning, medeltid/historisk tid |              | Norra Ny, Värmland  |       | 60.459740, 13.184862 | 10217004220001 | Ladda upp en bild av detta fornminne |
| Västanbergssätern (Norra Ny 468:1)    | Fäbod                            |              | Norra Ny, Värmland  |       | 60.504442, 12.954759 | 10217004680001 | Ladda upp en bild av detta fornminne |
| Övre Lundbergssätern (Norra Ny 473:1) | Fäbod                            |              | Norra Ny, Värmland  |       | 60.473712, 13.061622 | 10217004730001 | Ladda upp en bild av detta fornminne |
| Dyssebergssätern (Norra Ny 479:1)     | Fäbod                            |              | Norra Ny, Värmland  |       | 60.419059, 13.015185 | 10217004790001 | Ladda upp en bild av detta fornminne |
| Norra Ny 480:1                        | Kvarn                            |              | Norra Ny, Värmland  |       | 60.411427, 13.091288 | 10217004800001 | Ladda upp en bild av detta fornminne |
| Furukullen säter (Norra Ny 687:1)     | Fäbod                            |              | Norra Ny, Värmland  |       | 60.280096, 13.353499 | 10217006870001 | Ladda upp en bild av detta fornminne |
| Norra Ny 799:1                        | Fäbod                            |              | Norra Ny, Värmland  |       | 60.383337, 13.497486 | 10217007990001 | Ladda upp en bild av detta fornminne |
| Norra Ny 1019                         | Ristning, medeltid/historisk tid |              | Norra Ny, Värmland  |       | 60.345999, 13.400013 | 12000000010366 | Ladda upp en bild av detta fornminne |
| Norra Ny 1022                         | Ristning, medeltid/historisk tid |              | Norra Ny, Värmland  |       | 60.445998, 13.153068 | 12000000010620 | Ladda upp en bild av detta fornminne |
| Norra Ny 1058                         | Ristning, medeltid/historisk tid |              | Norra Ny, Värmland  |       | 60.336175, 13.405446 | 12000000010918 | Ladda upp en bild av detta fornminne |
| Norra Ny 1063                         | Ristning, medeltid/historisk tid |              | Norra Ny, Värmland  |       | 60.340300, 13.423077 | 12000000010923 | Ladda upp en bild av detta fornminne |
| Norra Ny 1070                         | Ristning, medeltid/historisk tid |              | Norra Ny, Värmland  |       | 60.341893, 13.425805 | 12000000010940 | Ladda upp en bild av detta fornminne |
| Norra Ny 1089                         | Ristning, medeltid/historisk tid |              | Norra Ny, Värmland  |       | 60.325990, 13.441440 | 12000000119666 | Ladda upp en bild av detta fornminne |
| Mellangårdssätern (Norra Ny 1102)     | Fäbod                            |              | Norra Ny, Värmland  |       | 60.502097, 12.977052 | 12000000120420 | Ladda upp en bild av detta fornminne |

## Södra Finnskoga
| Namn                                            | Lämningstyp                      | Tillkomsttid | Historisk indelning       | Plats | Läge                 | ID-nr          | Bild                                 |
| ----------------------------------------------- | -------------------------------- | ------------ | ------------------------- | ----- | -------------------- | -------------- | ------------------------------------ |
| Södra Finnskoga 228:1                           | Kvarn                            |              | Södra Finnskoga, Värmland |       | 60.799081, 12.480093 | 10218902280001 | Ladda upp en bild av detta fornminne |
| Södra Finnskoga 265:1                           | Lägenhetsbebyggelse              |              | Södra Finnskoga, Värmland |       | 60.753858, 12.645721 | 10218902650001 | Ladda upp en bild av detta fornminne |
| Södra Finnskoga 265:2                           | Lägenhetsbebyggelse              |              | Södra Finnskoga, Värmland |       | 60.753566, 12.644372 | 10218902650002 | Ladda upp en bild av detta fornminne |
| Södra Finnskoga 265:3                           | Lägenhetsbebyggelse              |              | Södra Finnskoga, Värmland |       | 60.753030, 12.644874 | 10218902650003 | Ladda upp en bild av detta fornminne |
| Södra Finnskoga 265:4                           | Lägenhetsbebyggelse              |              | Södra Finnskoga, Värmland |       | 60.752683, 12.646058 | 10218902650004 | Ladda upp en bild av detta fornminne |
| Gammelvallen (Södra Finnskoga 280:1)            | Fäbod                            |              | Södra Finnskoga, Värmland |       | 60.774109, 12.573991 | 10218902800001 | Ladda upp en bild av detta fornminne |
| Södra Finnskoga 584:1                           | Ristning, medeltid/historisk tid |              | Södra Finnskoga, Värmland |       | 60.668104, 12.660170 | 10218905840001 | Ladda upp en bild av detta fornminne |
| Södra Transtrandssätern (Södra Finnskoga 613:1) | Fäbod                            |              | Södra Finnskoga, Värmland |       | 60.555392, 12.866419 | 10218906130001 | Ladda upp en bild av detta fornminne |
| Norra Ljusnesätern (Södra Finnskoga 614:1)      | Fäbod                            |              | Södra Finnskoga, Värmland |       | 60.632055, 12.785812 | 10218906140001 | Ladda upp en bild av detta fornminne |
| Södra Finnskoga 630:1                           | Kvarn                            |              | Södra Finnskoga, Värmland |       | 60.574650, 12.666527 | 10218906300001 | Ladda upp en bild av detta fornminne |
| Södra Finnskoga 631:1                           | Ristning, medeltid/historisk tid |              | Södra Finnskoga, Värmland |       | 60.561813, 12.652915 | 10218906310001 | Ladda upp en bild av detta fornminne |
| Södra Ljusneberget (Södra Finnskoga 754:1)      | Fäbod                            |              | Södra Finnskoga, Värmland |       | 60.612259, 12.783609 | 10218907540001 | Ladda upp en bild av detta fornminne |
| Uppgårdssätern (Södra Finnskoga 756:1)          | Fäbod                            |              | Södra Finnskoga, Värmland |       | 60.585390, 12.833059 | 10218907560001 | Ladda upp en bild av detta fornminne |

## Vitsand
| Namn         | Lämningstyp             | Tillkomsttid | Historisk indelning | Plats | Läge                 | ID-nr          | Bild                                 |
| ------------ | ----------------------- | ------------ | ------------------- | ----- | -------------------- | -------------- | ------------------------------------ |
| Vitsand 25:1 | Stensättning            |              | Vitsand, Värmland   |       | 60.348364, 12.998145 | 10219800250001 | Ladda upp en bild av detta fornminne |
| Vitsand 88:1 | Kvarn                   |              | Vitsand, Värmland   |       | 60.287293, 13.059589 | 10219800880001 | Ladda upp en bild av detta fornminne |
| Vitsand 88:3 | Husgrund, historisk tid |              | Vitsand, Värmland   |       | 60.287584, 13.059981 | 10219800880003 | Ladda upp en bild av detta fornminne |
| Vitsand 127  | Fäbod                   |              | Vitsand, Värmland   |       | 60.380864, 12.990542 | 12000000010510 | Ladda upp en bild av detta fornminne |

## Östmark
| Namn                        | Lämningstyp                      | Tillkomsttid | Historisk indelning | Plats | Läge                 | ID-nr          | Bild                                 |
| --------------------------- | -------------------------------- | ------------ | ------------------- | ----- | -------------------- | -------------- | ------------------------------------ |
| Burrtorp (Östmark 27:1)     | Lägenhetsbebyggelse              |              | Östmark, Värmland   |       | 60.201342, 12.714644 | 10221000270001 | Ladda upp en bild av detta fornminne |
| Torpen (Östmark 28:1)       | Lägenhetsbebyggelse              |              | Östmark, Värmland   |       | 60.212376, 12.702823 | 10221000280001 | Ladda upp en bild av detta fornminne |
| Trollkorset (Östmark 175:1) | Ristning, medeltid/historisk tid |              | Östmark, Värmland   |       | 60.418643, 12.716502 | 10221001750001 | Ladda upp en bild av detta fornminne |